# Phaegoptera albescens
Phaegoptera albescens är en fjärilsart som beskrevs av Lauro Travassos 1955. Phaegoptera albescens ingår i släktet Phaegoptera och familjen björnspinnare. Inga underarter finns listade i Catalogue of Life.